# Прва лига Андоре у фудбалу
Прва лига Андоре (кат. Primera Divisió d'Andorra) је најјача фудбалска лига у Андори. Лига је хонорарна: сви клубови су са скраћеним радним временом, а већина играча су, такође са скраћеним радним временом. Лига је основана 1995. спонзорисана од Фудбалског савеза Андоре који је формиран годину дана пре тога, 1994. Сви тимови своје мечеве у лиги и купу играју на свега два стадиона, и оба се налазе у околини Андора ла Веље (Општински стадион Ајшоваљ и Општински стадион Андора ла Веља).
На УЕФА ранг листи националних лига Прва лига Андоре се налази на 54. месту.

## Систем такмичења
Прва лига Андоре садржи 8 тимова који играју по двоструком лига-систему. Након одиграних 14 кола, четири најбоље пласирана тима играју плеј-оф за титулу(play off per al títol), а преостала четири тима се боре за опстанак у лиги (play off pel descens). Последњепласирана у лиги игра следеће сезоне у Другој лиги Андоре, претпоследњи тим кроз бараж покушава да обезбеди опстанак у најјачој лиги, играјући против другопласираног тима из Друге лиге Андоре. Првопласирани тим обезбеђује место у првом колу квалификација за УЕФА Лигу шампиона, док од преостала 3 тима из плеј-офа, два играју у првом, односно један другом колу квалификација за УЕФА лигу Европе.

## Клубови у сезони 2021/22.
- Атлетик Ескалдес
- Ендоргани
- Интер Ескалдес
- Карој
- Ордино
- Сант Ђулија
- Санта Колома
- Санта Колома

## Шампиони
- 1994/95: Сант Колома (1) (аматерска сезона)
- 1995/96: Енкамп (1)
- 1996/97: Принсипат (1)
- 1997/98: Принсипат (2)
- 1998/99: Принсипат (3)
- 1999/00: Констеласио Еспортива (1)
- 2000/01: Санта Колома (2)
- 2001/02: Енкамп (2)
- 2002/03: Санта Колома (3)
- 2003/04: Санта Колома (4)
- 2004/05: Сент Ђулија (1)
- 2005/06: ФК Ранжерс (1)
- 2006/07: ФК Ранжерс (2)
- 2007/08: Санта Колома (5)
- 2008/09: Сент Ђулија (2)
- 2009/10: Санта Колома (6)
- 2010/11: Санта Колома (7)
- 2011/12: Луситанос (1)
- 2012/13: Луситанос (2)
- 2013/14: Санта Колома (8)
- 2014/15: Санта Колома (9)
- 2015/16: Санта Колома (10)
- 2016/17: Санта Колома (11)
- 2017/18: Санта Колома (12)
- 2018/19: Санта Колома (13)
- 2019/20: Интер Ескалдес (1)
- 2020/21: Интер Ескалдес (2)
- 2021/22: Интер Ескалдес (3)
- 2022/23: Атлетик Ескалдес (1)
- 2023/24: УЕ Санта Колома (1)
- 2024/25: Интер Ескалдес (4)

## Успешност тимова
| Клуб             | Број титула | Године освајања титула                                                        |
| ---------------- | ----------- | ----------------------------------------------------------------------------- |
| Санта Колома     | 13          | 1995, 2001, 2003, 2004, 2008, 2010, 2011, 2014, 2015, 2016, 2017, 2018, 2019. |
| Интер Ескалдес   | 4           | 2020, 2021, 2022, 2025.                                                       |
| Принсипат        | 3           | 1997, 1998, 1999                                                              |
| Сант Ђулија      | 2           | 2005, 2009.                                                                   |
| Луситанос        | 2           | 2012, 2013.                                                                   |
| Енкамп           | 2           | 1996, 2002.                                                                   |
| Ранжерс          | 2           | 2006, 2007.                                                                   |
| УЕ Санта Колома  | 1           | 2024.                                                                         |
| Атлетик Ескалдес | 1           | 2023.                                                                         |
| Констел Лацио    | 1           | 2000.                                                                         |